# Suket
Suket était un État princier du nord des Indes, dirigé par des souverains qui portaient le titre de « radjah », et qui subsista jusqu'en 1948, date à laquelle il fut intégré à l'État d'Himachal-Pradesh.

## Liste des radjahs de Suket de 1791 à 1948
- 1791-1838 Bikram-Sen II (+1838)
- 1838-1876 Ugar-Sen II (+1876)
- 1876-1878 Rudra-Sen (1828-1886)
- 1878-1879 Arimardan-Sen (1863-1879)
- 1879-1908 Dasht-Nikandan-Sen (1866-1908)
- 1908-1919 Bhim-Sen (1885-1919)
- 1919-1948 Lakshman-Sen (1895-1970)